# توماس ر. بيرن
توماس ر. بيرن (بالإنجليزية: Thomas R. Byrne)‏ هو سياسي أمريكي، ولد في 9 مارس 1923 في سانت بول في الولايات المتحدة، وتوفي بنفس المكان في 5 أبريل 2009. حزبياً، نشط في حزب العمال المزارعين الديمقراطيين في مينيسوتا والحزب الديمقراطي.